# Белоглазов, Владимир Семёнович
Владимир Семёнович Белоглазов (род. 11 октября 1939, Грозный) — советский и российский театральный актёр, режиссёр, народный артист РСФСР.

## Биография
Владимир Семёнович Белоглазов родился 11 октября 1939 года в Грозном. Учился в музыкальной школе (по классу гитары). В 1966 году окончил Школу-студию МХАТ (педагоги А. М. Карев, Н. К. Децик).
В 1958—1993 годах играл в Грозненском русском драматическом театре им. М. Ю. Лермонтова до момента, когда театр прекратил своё существование. В конце 1980-х годов стал художественным руководителем. В 2013 году участвовал в открытии нового театра.
Затем был главным режиссёром Вольского муниципального драматического театра.
С 2009 года живёт в Коломне, преподаёт в музыкальной школе.

## Награды и премии
- Заслуженный артист Чечено-Ингушской АССР.
- Народный артист Чечено-Ингушской АССР.
- Заслуженный артист РСФСР (13.10.1982).
- Народный артист РСФСР (28.11.1988).
- Благодарность Президента Чеченской Республики (2005)
- Медаль М. Ю. Лермонтова (2005)
- Медаль «За заслуги перед Чеченской Республикой» (2013)
- Медаль Министерства культуры Чеченской Республики «За выдающиеся достижения» (2013)
- Диплом комитета по культуре г. Коломны «VI Коломенский поэтический марафон», посвящённый 200-летию со дня рождения М. Ю. Лермонтова (2014).
- Благодарность комитета по культуре администрации городского округа Коломна «За участие в Открытом фестивале творческих проектов, посвящённом 200-летию со дня рождения М. Ю. Лермонтова» (2014).

## Работы в театре

### Грозненский русский драматический театр
- «Гостиница Астория» — эстонец
- «Бесприданница» А. Н. Островского — цыган Илья
- «Прощание в июне»
- «Дорогая сноха» (реж. Лариса Куразова) — старик
- «Обыкновенная история»  И. А. Гончарова — Адуев-младший
- «Дикарка» А. Н. Островского — Ашметьев
- «Дядя Ваня» А. П. Чехова — Войницкий
- «Доходное место» А. Н. Островского — Жадов
- «Проделки Ханумы» А. Цагарели — купец
- «Человек со стороны» И. М. Дворецкого — Чешков
- «Орфей спускается в ад» — Орфей
- «Пишти в кровавой буре»

### Центральный Дом актёра им. А. А. Яблочкиной
- 2005 — «Был такой театр…» (посвящённый Грозненскому русскому театру им. Лермонтова; реж. П. Тихомиров) — Карандышев
- 2013 — «Юбилей» (сцены из спектакля «Дорогая сноха» и Арбенин «Маскарад»; реж. П. Тихомиров)
- 2014 — «Есть такой театр…» — Арбенин («Маскарад» и «Дорогая сноха»; реж. П. Тихомиров)[1]
- 2014 — «Играем Лермонтова» — Евгений Арбенин (романсы М. Лермонтова; реж. П. Тихомиров)